# Fangelturm (Friedland)

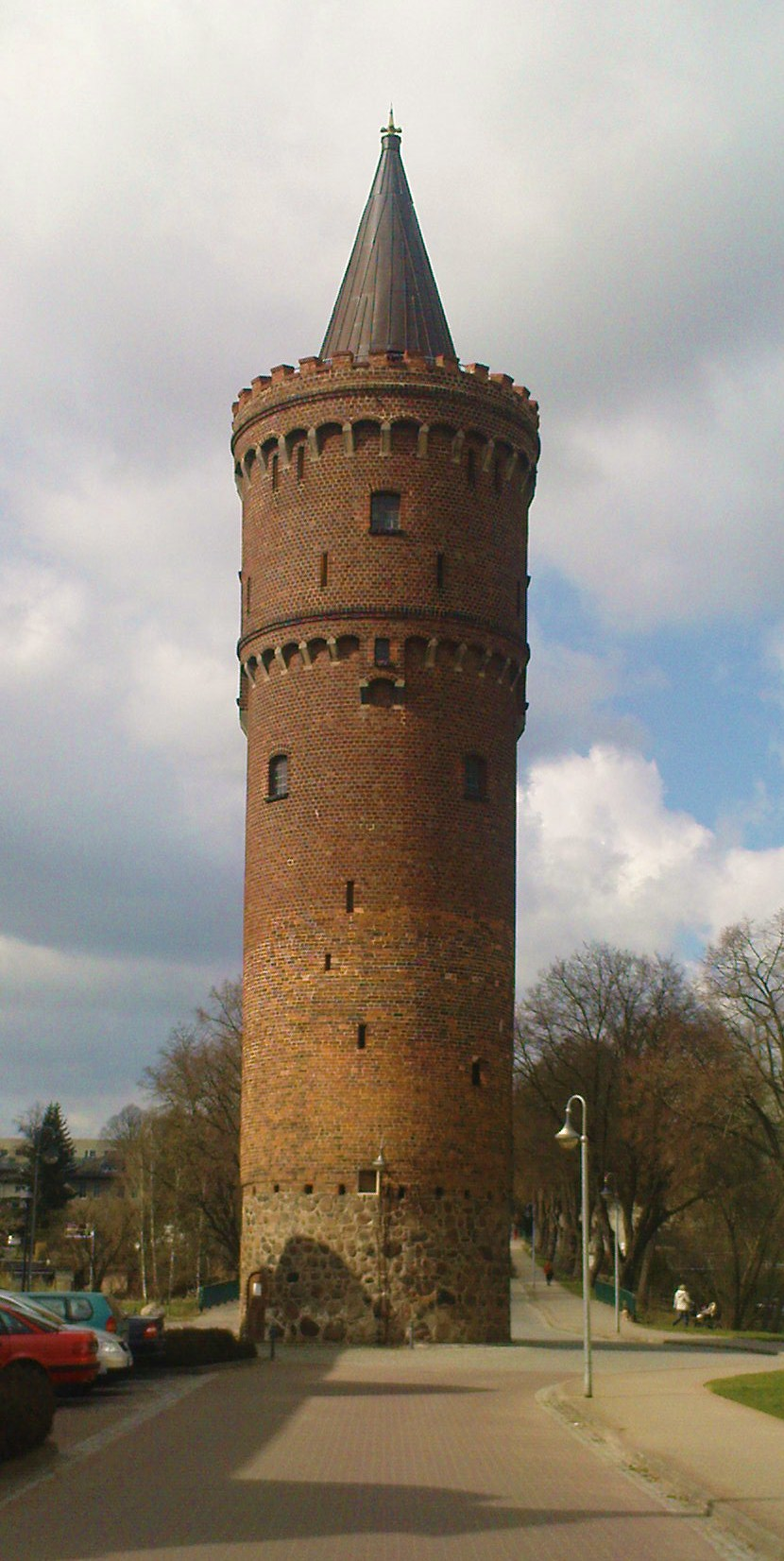
Fangelturm in Friedland

Der  Fangelturm in Friedland (Mecklenburg-Vorpommern) ist ein Wehrturm der Stadtmauer, welche früher die Stadt umgab.
Der Turm diente als Schutz der Stadt in nordwestlicher Richtung und sicherte den Übergang über die Datze. Während des „Brautkrieges“ zwischen dem Herzogtum Pommern und dem Land Stargard im Jahre 1453 wurde der obere Teil des Turmes durch ein Steingeschoss aus einer Blide zerstört und nicht wieder aufgebaut. Danach wurde das Bauwerk, wie der Name Fangelturm verrät, als Gefangenenturm genutzt. 
In den Jahren 1909–1911 baute die Stadt Friedland den Turm wieder auf und installierte einen Druckbehälter, um das Bauwerk als Wasserturm zu nutzen. 
Nach Jahren des Leerstands wurde der Fangelturm 1997 von der Stadt rekonstruiert und zum Aussichtsturm umgebaut. Der Turm hat heute eine Höhe von 35 m. 142 Stufen führen zu seiner Aussichtsplattform, die auf 27 m Höhe liegt.